# Fiord

Geirangerfjorden, Norwegia

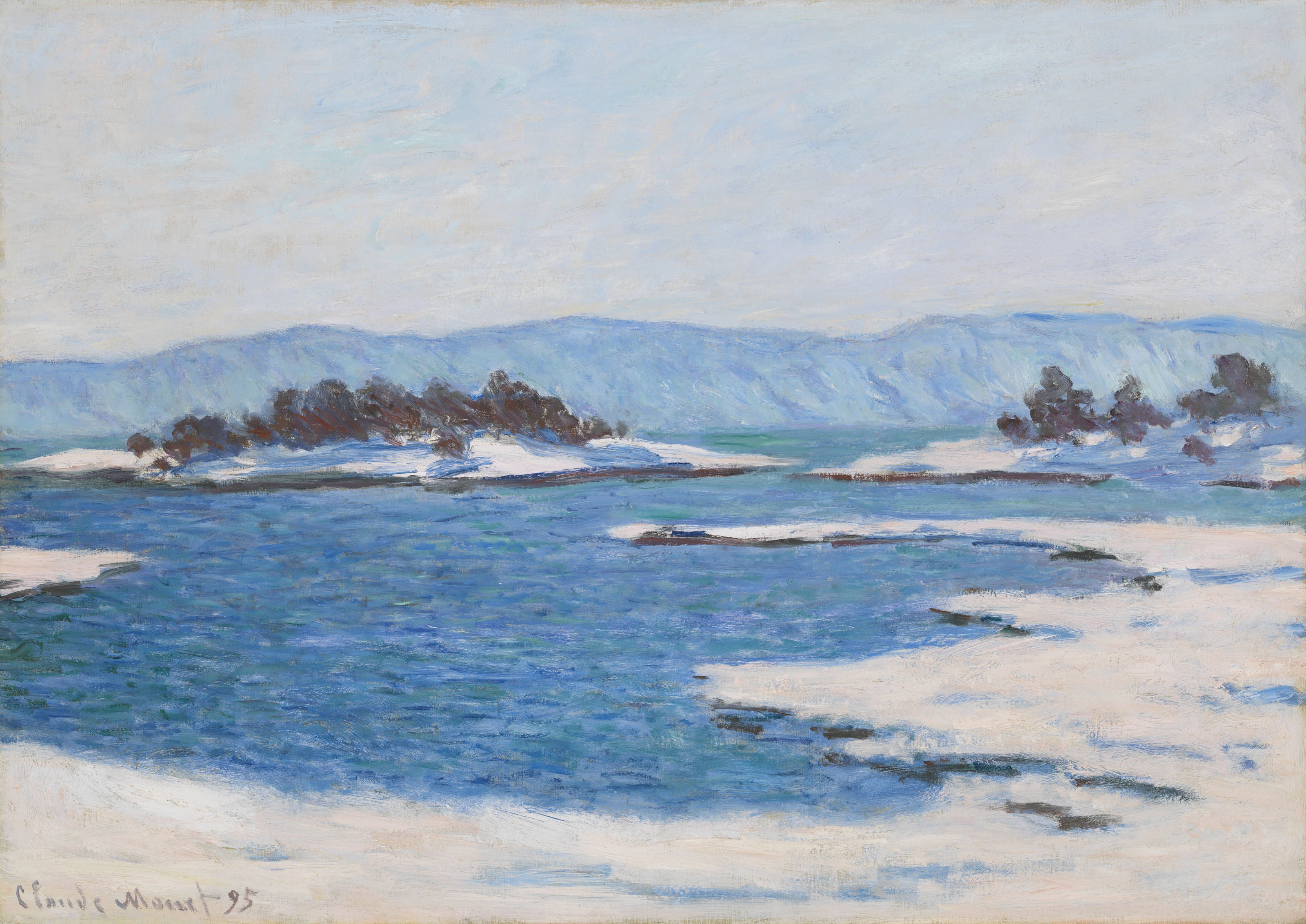
Fjord à Christiania, Claude Monet (1895).

Fiord – rodzaj głębokiej zatoki, mocno wcinającej się w głąb lądu, często rozgałęzionej, z charakterystycznymi stromymi brzegami, powstałej przez zalanie żłobów i dolin polodowcowych.
Fiordy są charakterystycznym elementem peryglacjalnego krajobrazu wybrzeży Norwegii oraz Szkocji, Grenlandii, Islandii, Nowej Zelandii, półwyspu Labrador, chilijskiej Patagonii i Alaski.
Nieściśle nazwą „fiord” określa się również adriatycką Zatokę Kotorską w Czarnogórze, nie jest ona jednak pochodzenia lodowcowego – jest to zalana dolina rzeczna, czyli rias.
Fiordy pozbawione wysokich brzegów występują m.in. w Danii – Lammefjord został w większej części osuszony w ostatnich dwóch stuleciach i zamieniony na żyzny polder. W Lammefjord, jako depresji, znajduje się najniższy punkt Danii.

## Największe fiordy
Najdłuższymi fiordami na świecie są:
1. Kangertittivaq (Scoresby Sund) na Grenlandii – 350 km
2. Sognefjorden w Norwegii – 203 km
3. Hardangerfjord w Norwegii – 179 km

Najgłębszymi fiordami są:
1. Skelton Inlet na Antarktydzie – 1933 m
2. Kangertittivaq na Grenlandii – 1450 m
3. Sognefjorden w Norwegii – 1308 m
4. Canal Messier w Chile – 1288 m